# Lulú Barrera
Lourdes Barrera Campos, mais conhecida como Lulú Barrera é uma ativista e feminista mexicana.
Barrera é uma migrante que se tornou lutadora. É membro do coletivo mexicano Lutadoras — mulheres lutadoras que vêm de diferentes setores da sociedade. As Lutadoras usam a tecnologia para divulgar histórias de mulheres que desafiaram estruturas e padrões ultrapassados e que se encarregaram das suas próprias vidas. Combatem o ódio e a violência online e na vida real.
Consta que seis mulheres são mortas por dia, no México. A luta está a ter resultados? Segundo Lulú, a resposta é: sim. - 

## Prémios e homenagens
Lulú Barrera esteve na exposição itinerante "Mundo Igualitário do ponto de vista do género - um tributo a quem luta pelos Direitos das Mulheres", constituída por quinze retratos de autoria da fotógrafa sueca Anette Brolenius, de personalidades que se distinguiram pela luta da Igualdade de Género e Direitos das Mulheres. Esta exposição esteve pela primeira vez em Portugal, abrindo ao público no dia 2 de março de 2020, no concelho do Funchal, na Região Autónoma da Madeira.